# Імам Алімсултанов
Імам Алімсултанов (чеч. Имам Алим Султан 1957, Киргизстан — 1996, Одеса) — чеченський співак, автор і виконавець пісень-балад.

## Біографія
Чеченець-аккинець, представник східного крила чеченців. Народився в 1957 році в Киргизії, однорічною дитиною повернувся на батьківщину. Закінчив школу в Грозному. Учився в політехнічному інституті в Ростові. За професією — інженер-меліоратор.
Музикою почав займатися із середини 1980-х років, вивчав іллі — традиційний жанр чеченського фольклору, основні складові якого — музичні речитативи, легенди, перекази, сказання про героїв у супроводі триструнного інструмента пондура. Але замість триструнного пондура Імам виконував сучасні іллі в супроводі гітари, перекладаючи на музику народні сказання та вірші, що полюбилися йому. Крім власних текстів, він писав пісні на вірші Хамзата Ханкарова, Умара Яричева, Муси Гешаєва й ін. відомих чеченських поетів. Перші записи Імама Алімсултанова — касетні магнітоальбоми — з'явилися на початку 1990-х років. Пісні Імама на відміну від іншого популярного чеченського барда Тимура Муцураєва більш наближені до традиційної чеченської музики. Найпопулярнішими є пісні чеченською мовою з альбому «Прапор Газавату»: «Гімн Чечні», «Дагестан», «Газават», «Далека Батьківщина» й «Прапор Газавату».
З початком російсько-чеченської війни в грудні 1994 року Імам Алімсултанов виступав перед бійцями чеченського опору, потім відправився супроводжувати поранених бійців у Туреччину. У Стамбулі він давав безліч концертів, збирав гроші на лікування поранених. Після повернення в Чечню при його сприянні були звільнені 25 українських будівельників з Одеси, узятих заручниками. Коли він після того із трьома друзями зі своєї артистичної групи зібрався їхати в Стамбул через Москву й Одесу, мер Одеси Едуард Гурвіц надав для Імама зал музичного театру, де з успіхом пройшли п'ять концертів.
10 листопада (за іншими даними 8 листопада) 1996 року ввечері в будинок, де зупинився співак і його група, увірвалися троє в міліцейській формі, розстрілявши впритул Імама й двох його товаришів, але залишився один свідок, що був у ванній. Це вбивство залишилося нерозкритим. За версією українських правоохоронних органів убивство не має політичного підґрунтя і є «розбираннями» між різними угрупованнями. Чеченські спецслужби провели власне розслідування цього вбивства. За їх версією в ньому замішані спецслужби Росії.
Імам Алімсултанов був похований неподалік від Хасав'юрта. На честь його була названа одна з вулиць на його батьківщині у місті Хасав'юрт (Дагестан).

## Цікаві факти
У пісні Алімсултанова «Украина, спасибо тебе» звучить такий куплет (переклад): «Українець батько мій, не знав я, вигодований Чечнею він син». Імовірно, батько співака був українцем.

## Пісні
- Популярний сингл «Украина, спасибо тебе» на YouTube